# ماسیمو فاببریزی
ماسیمو فاببریزی (انگلیسی: Massimo Fabbrizi؛ زادهٔ ۲۷ اوت ۱۹۷۷) تیرانداز اهل ایتالیا بود.
وی در مسابقات کشوری و بین‌المللی در مجموع برندهٔ ۱ مدال نقره شده‌است.